# 6077 Месснер
6077 Месснер (6077 Messner) — астероїд головного поясу, відкритий 3 жовтня 1980 року.
Тіссеранів параметр щодо Юпітера — 3,316.